# علاء الدين فيروز شاه الأول
علاء الدين فيروز شاه الأول (بالبنغالية: প্রথম আলাউদ্দিন ফিরোজ শাহ) كان ابن وخليفة شهاب الدين بايزيد شاه سلطان البنغال . كان سلطان فقط بالاسم؛ القوى الفعالة التي تمارسها راجا غانيشا، مالك ديناجبور. قام غانيشا بإزالته بعد أن قضى بضعة أشهر فقط. تم العثور على عملات معدنية لعلاء الدين فيروز شاه الأول صادرة في عام 817 هجري من مُعظم آباد (شرق البنغال) وساتجاون (جنوب البنغال). ولكن لم يتم العثور على عملات معدنية صدرت من العاصمة فيروز آباد (باندوا) حتى الآن. بعد أن اغتصب غانيشا عرش البنغال، ربما فر فيروز شاه من العاصمة وحاول تثبيت سلطته على البنغال الجنوبية والشرقية. ولكن سرعان ما هزم غانيشا وقتل فيروز شاه.
| سبقه شهاب الدين بايزيد شاه | سلطنة البنغال 1414 | تبعه راجا غانيشا |